# Daniel Behmer
Daniel Behm, adlad Behmer, född i oktober 1611 i Gävle, död den 20 december 1669 i Älvkarleby socken, var en svensk jurist och ämbetsman.
Daniel Behms far Johan Mikaelsson Behm var borgmästare i Gävle stad. Modern Anna Danielsdotter Kröger var av en stor borgarsläkt i Gävle och tillhörde Bureätten.
Efter Gävle skola studerade Behm från 1629 i Uppsala, där han fick tjänst som informator åt Axel Oxenstiernas son Erik. På så sätt fick han råd att företa en studieresa i utlandet 1638–1640. Hemkommen 1640 utsåg drottning Kristina honom till eloquentiae professor vid Uppsala universitet, men redan fem år senare lämnade han universitetsvärlden för en fullmakt som kunglig sekreterare. Året därpå blev han häradshövding i Långhundra och Tuhundra. 1649 blev han assessor vid Svea hovrätt, 1655 statssekreterare och kommissarie i Reduktionskollegiet, där han 1664 fick avsked. 1666 fick Behmer titeln av hovråd och blev ledamot av Justitierevisionsverket.
Behmer har författat en panegyrisk dikt över Johan Banér (1641).
1650 adlades han och antog namnet Behmer samt förlänades ett antal gods. Han introducerades samma år på Riddarhuset med nummer 486. Behmer begravdes av Nicolaus Johannis Rudbeckius i Riddarholmskyrkan, men stoftet flyttades sedan till Skuttunge kyrka.
Han var gift två gånger. Första hustrun, rådmansdottern Brita Schütte, var ofrälse men hennes mor var en Danckwardt. Med henne fick han åtta barn. Andra hustrun, Magdalena Lindegren nr 338, födde honom två barn postumt, och gifte som änka om sig med ryttmästaren Carl Gustaf Lood. Ätten Behmer slöts på svärdssidan med Daniel Behmers sonson, auditören Per Daniel Behmer som avled ogift 1710.